# Bernard Sabrier
Bernard Sabrier, né le 12 février 1953, est un acteur de la finance suisse. En 1976, il prend la direction de la société genevoise Unigestion et l’a développé pour en faire un gestionnaire d’actifs indépendant investissant dans le Private Equity, les Actions et la gestion Multi-Actifs.
En plus de diriger Unigestion, Bernard Sabrier se concentre sur ses activités caritatives, établissant Children's Action en 1994 et la Fondation Famsa en 2011.
Également passionné d'art, il a co-fondé le Musée d’Art Moderne et Contemporain (MAMCO) à Genève en 1994 et est actif dans divers conseils et organismes, notamment le Marshall Institute for Philanthropy and Social Entrepreneurship de la London School of Economics. Il est également impliqué auprès de la Commission Mondiale sur les Missions Scientifiques pour la Durabilité.

## Carrière

### Débuts
Il a commencé sa carrière dans la finance chez Paribas à Genève en 1972 avant de brièvement rejoindre Renault Finance de 1975 à 1976, où il s'est intéressé à la gestion obligataire et aux investissements en devises étrangères.

### Unigestion
Il a mené à bien des acquisitions et des ventes dans le secteur financier, notamment avec l’acquisition en Suisse en 1988 de positions de contrôle de la BSI Banca della Svizzera Italiana, revendue quatre ans plus tard à la Société des Banques Suisses (SBS). Cette prise de contrôle fut l’une des plus grandes et l’une des plus rentables transaction effectuée en Suisse ces années-là. Il fait de même avec une position minoritaire de 10 %  dans la Banque OBC, Paris.
En 1996, il revend la banque Unigestion à la Republic National Bank, dirigée par Edmond Safra, dont il devient administrateur jusqu'en 1999 tout en conservant un poste au sein d'Unigestion. Par la suite, Republic National Bank est revendue à HSBC. Il conserve la présidence d'Unigestion et crée en 2007 Unigestion Asia LPTE, basée à Singapour, dont il est CEO (en 2015).

### Autres mandats
Bernard Sabrier a été membre du conseil d’administration de plusieurs grandes sociétés européennes. Il est actuellement administrateur chez Nestlé Capital Management Ltd. Royaume-Uni, et membre du comité d’investissement de la fondation partenariale Université Pierre-et-Marie-Curie.

## Œuvres caritatives
En 1994 Bernard Sabrier fonde Children Action, une fondation caritative pour enfants défavorisés à travers le monde. Il en assure lui-même les frais de fonctionnement.
Bernard Sabrier a également cofondé avec d'autres banquiers le Mamco, Musée d'art moderne et contemporain à Genève, qui a ouvert ses portes en 1994.